# Étienne Marcel (opera)

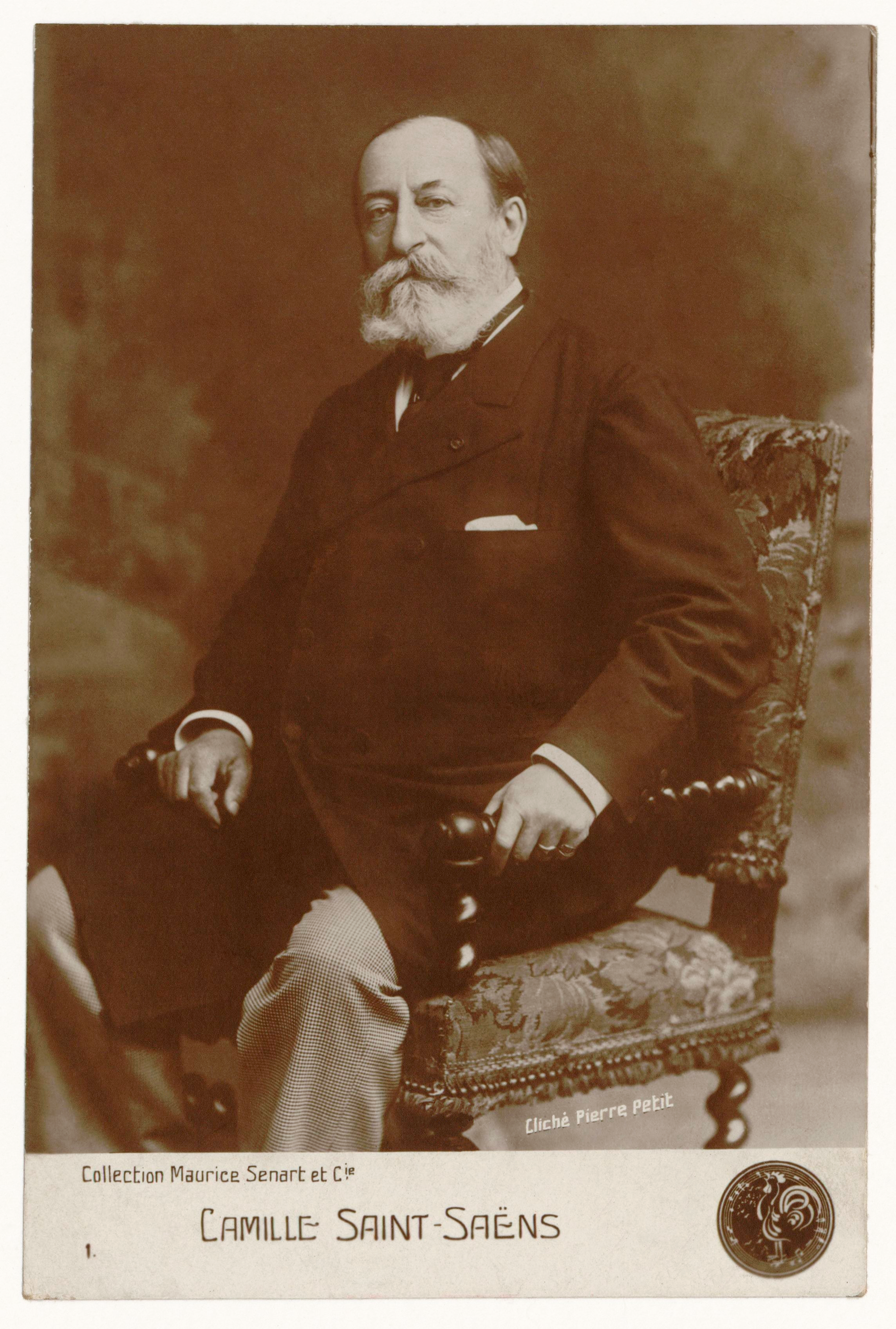
Camille Saint-Saëns

Étienne Marcel är en fransk opera i fyra akter med musik av Camille Saint-Saëns och libretto av Louis Gallet.

## Personer
- Étienne Marcel (baryton)
- Robert de Loris, écuyer du Dauphin (tenor)
- Eustache (baryton)
- Robert de Clermont, maréchal de Normandie (bas)
- Jehan Maillard (bas)
- Pierre, jeune seigneur, ami de Robert (tenor)
- L'Hôtelier (tenor)
- Béatrix, fille d'Étienne Marcel (sopran)
- Le Dauphin Charles (kontraalt)
- Marguerite, mère de Béatrix
- Un héraut (tenor)
- Un artisan (baryton)
- Denis, serviteur d'Étienne Marcel (tenor)
- Un soldat (tenor)